# نور غيوغ
40°16′00″N 44°39′23″E / 40.26667°N 44.65639°E

نور جيوغ (بالأرمنية: Նոր Գյուղ)، وتُعرف أيضًا باسم تازاجيوخ (بالأرمنية: Tazagyukh)، وهي التسمية السابقة للقرية، هي مدينة تقع في محافظة كوتايك بأرمينيا. يُترجم اسم "Nor Gyugh" إلى "القرية الجديدة" باللغة الإنجليزية. يقطن القرية غالبية من الأرمن، إلى جانب أقلية كردية تشمل الإيزيديين.